# Charles Sochet des Touches
Pour les articles homonymes, voir Destouches.
Pour le contre-révolutionnaire français surnommé Le Chevalier Des Touches, voir Jacques Destouches.
Charles Sochet, seigneur des Touches,, dit le « chevalier des Touches », né le 7 octobre 1727 à Luçon (actuelle Vendée), mort le 23 décembre 1793,, à Prinquiau (Loire-Atlantique), est un officier de marine français qui a participé à la guerre d'indépendance des États-Unis, se liant d'amitié avec La Fayette et Washington, comme en témoigne l'importante correspondance entre ces deux hommes[réf. nécessaire].

## Biographie

### Débuts
Fils de René Joseph Sochet des Touches et d'Antoinette de La Ville de Férolles des Dorides, il entre dans la Marine royale le 29 décembre 1743. Il est promu enseigne de vaisseau le 1er avril 1748 et embarque l'année suivante sur Le Tigre (50). Le 15 mai 1756, il est promu lieutenant de vaisseau et est chargé, après la prise de l'île d'Aix, à l'embouchure de la Charente, du commandement des batteries de l'Eguillon, sur la côte de l'Aunis. Capitaine de vaisseau en 1767, après avoir servi successivement sur La Gloire, Le Jason, L'Alcyon, et La Friponne. Le 3 juillet 1770, il épouse Nicole Mauras d'Hervy (1744-1776), qui décèdera peu de temps après, en lui donnant néanmoins un fils Adrien, né en 1772.

### La « guerre d'Amérique »
Pour un article plus général, voir Guerre d'indépendance des États-Unis.

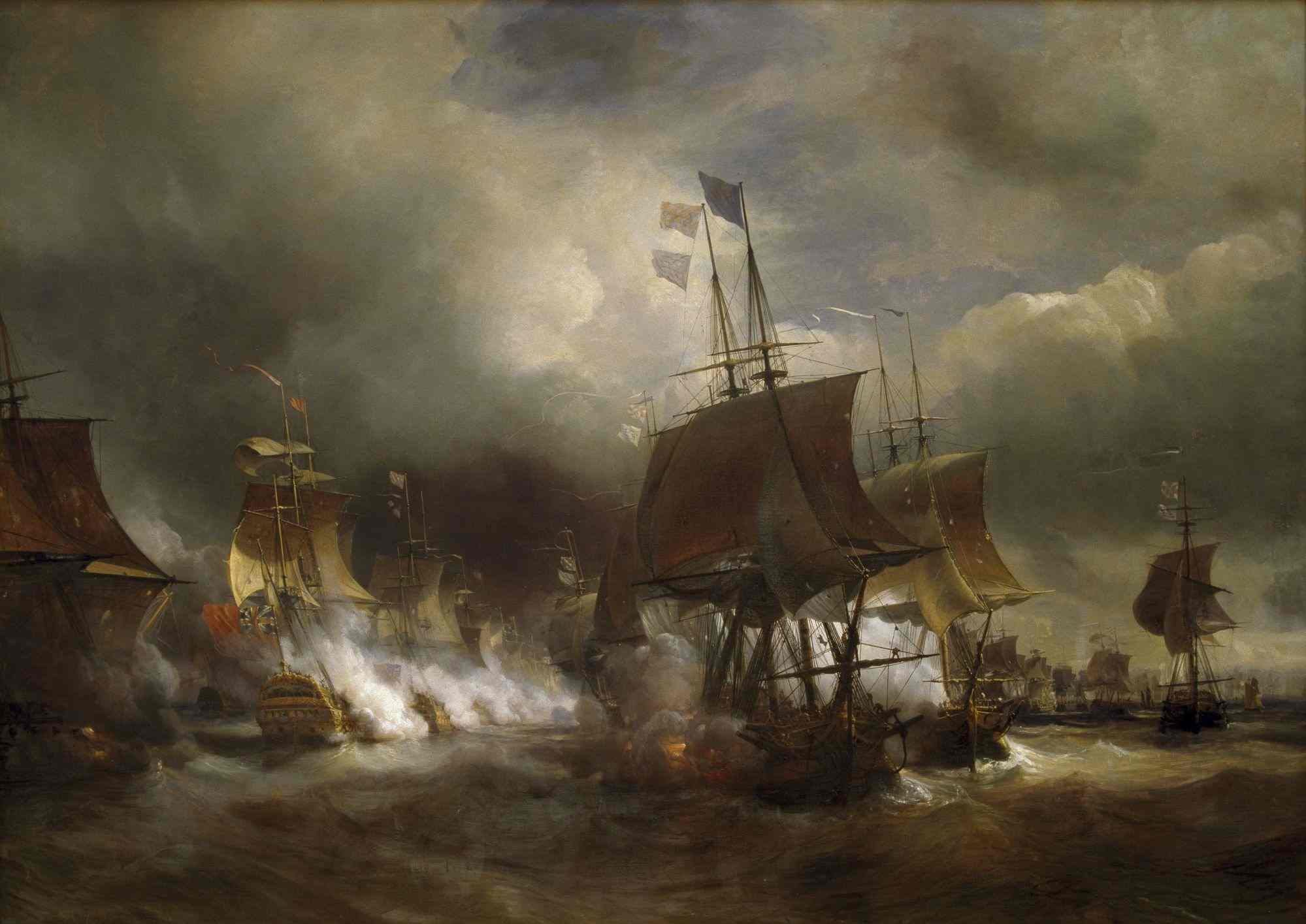
La bataille d'Ouessant, 27 juillet 1778, peinte par Théodore Gudin

L'année 1775 marque le début du soulèvement des colonies d'Amérique contre la domination anglaise, et de la Révolution américaine qui devait passer par la guerre d'indépendance des États-Unis, au cours de laquelle le royaume de France devait se ranger du côté des insurgents. Le 27 juillet 1778, des Touches prend part au sanglant et glorieux combat d'Ouessant, en qualité de commandant de L'Artésien, vaisseau de 64 canons. Il fait partie de la 3e division de l'escadre blanche, placée sous les ordres du comte d'Orvilliers.
Nommé chef d'escadre, il est, à bord du Neptune, le commandant le plus chevronné de l'escadre du chevalier de Ternay qui transporte (1er mai -12 juillet 1780) en Amérique le Corps expéditionnaire du comte de Rochambeau. Au décès de Ternay (15 décembre 1780) des Touches prend donc l'intérim du commandement de l'escadre mouillée à Newport (Rhode Island).
Des Touches confie au capitaine Le Gardeur de Tilly une escadre légère (vaisseau L'Éveillé, frégates La Surveillante et La Gentille, cotre la Guêpe) pour apporter un soutien aux Américains qui combattent en Virginie. Celui-ci parvient à entrer dans la Baie de Chesapeake, capture le HMS Romulus de 44 canons et quatre transports qu'il ramène à Newport.
La bataille de la Chesapeake (First battle of the Capes, 16 mars 1781)
[ à ne pas confondre avec la bataille entre le comte de Grasse et l'amiral Graves en septembre 81, qui permit à l'escadre de Newport, (dont Sochet des Touches) qui n'y avait pas participé, de pénétrer avec l'artillerie de siège dans la Baie de Chesapeake}]
Au cours d'un conseil de guerre, il est décidé que la flotte recevrait à bord un détachement de 3 000 hommes, sous les ordres du maréchal de camp le baron de Vioménil, qui serait débarqué sur les côtes de la Virginie. Le point du débarquement devait être la baie de Chesapeake. Il affronte l'escadre de  l'amiral Arbuthnot, arrivé le premier grâce à une vitesse supérieure permise par le doublage cuivre de tous ses navires, sans pouvoir forcer le passage et rentre à Newport ayant perdu dans ce combat acharné 89 morts et subi 120 blessés.
Il reçoit, pour ce combat, par l'intermédiaire de l'ambassadeur de France aux États-Unis de la Luzerne, une lettre de remerciement du Congrès américain, accompagnée d'une lettre de l'ambassadeur lui-même.
Peu après son retour à Newport, Des Touches qui avait assumé l'intérim, passa le commandement de l'escadre au comte de Barras.
Pour un article plus général, voir Bataille de la baie de Chesapeake.

C'est sous Barras qu'il contribue au transporte en Virginie début septembre 1781 les canons de sièges amenés de France par cette escadre, tandis que, pour leur "ouvrir la porte", l'escadre du comte de Grasse repousse l'escadre anglaise

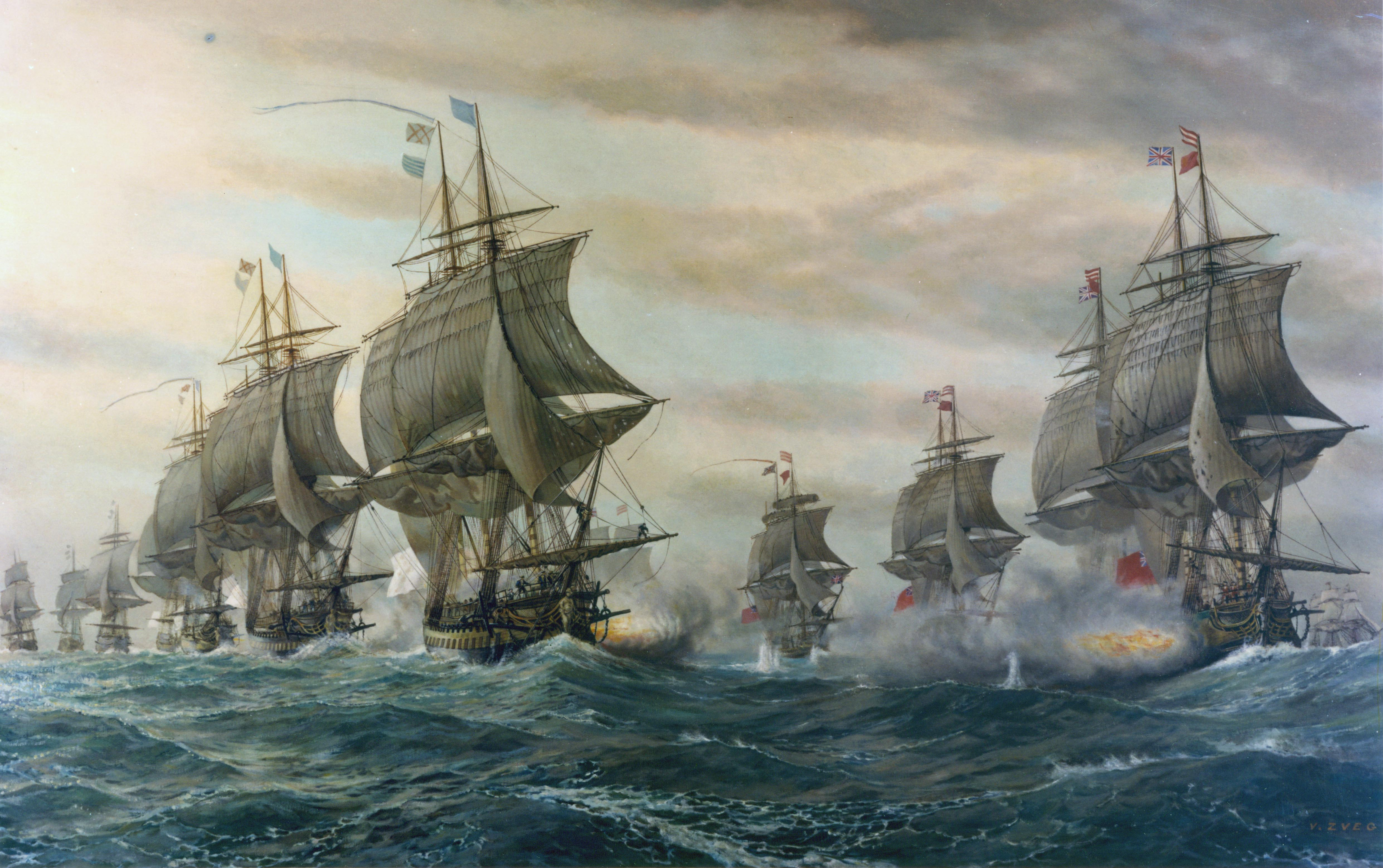
Les navires Ville de Paris et Auguste,
Bataille de la baie de Chesapeake, septembre 1781.

Le général Cornwalis, frère de l'amiral, rendant compte des évènements à son gouvernement, écrit :
« La délicatesse des officiers français, la part qu'ils semblaient prendre à notre triste situation, la générosité avec laquelle ils nous offrirent toutes les sommes dont nous pouvions avoir besoin, sont au-dessus de toute expression et doivent servir d'exemple en pareil cas aux Anglais. »

#### Bataille des Saintes (1782)
Pour un article plus général, voir Bataille des Saintes.

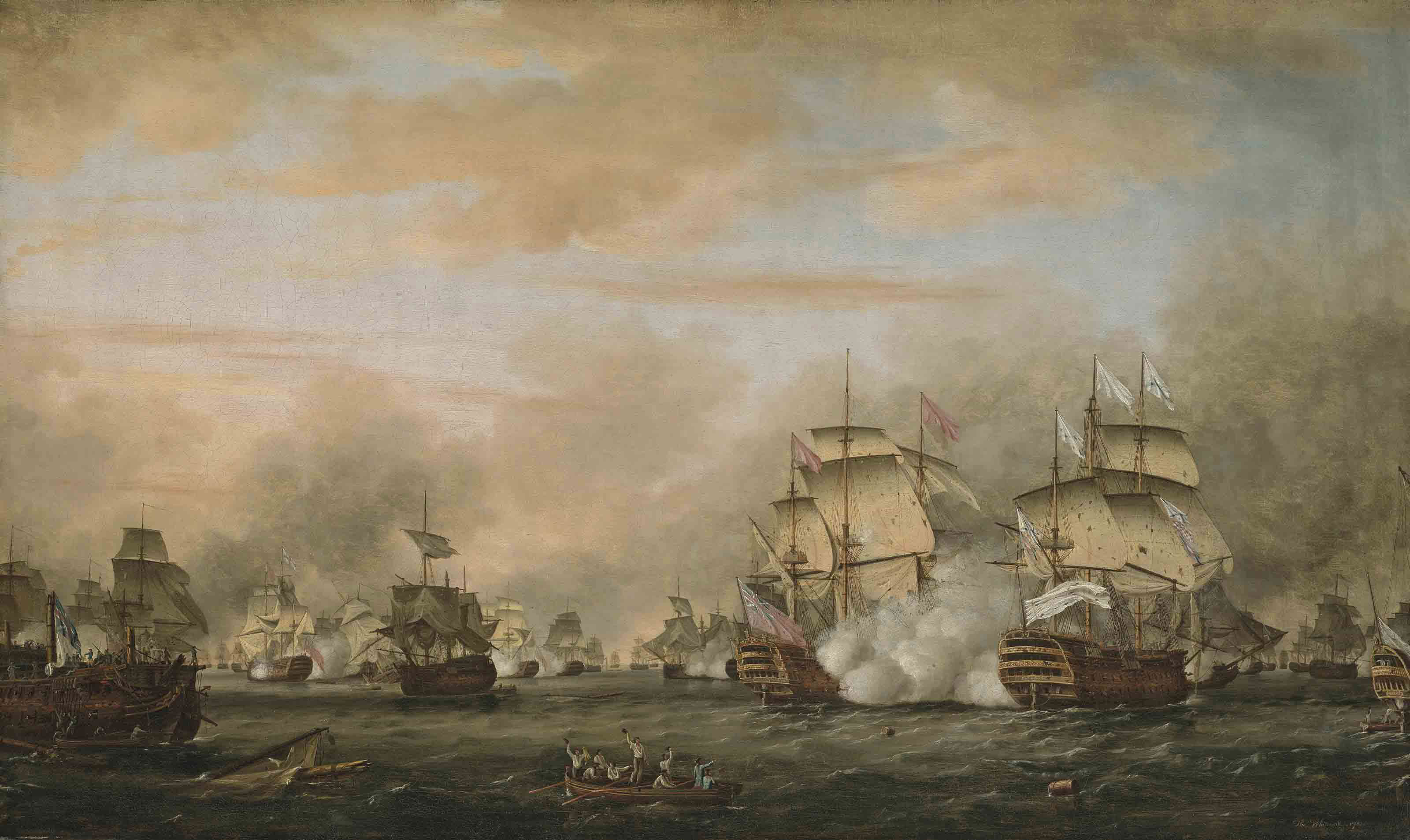
La Bataille des Saintes, 12 avril 1782. Huile sur toile par Théodore Gudin.

Mais cet enchaînement de victoire devait connaitre une fin, l'année suivante. Le 12 avril 1782, la flotte française aux ordres du comte de Grasse, secondé par de Vaudreuil et Bougainville, est, après un combat de onze heures, battue dans la mer des Antilles par l'amiral anglais Rodney.
Rentré en France à bord de l'Aigrette en février-mars, des Touches ne participera pas à ce combat
Il est fait Commandeur de Saint-Louis, par brevet du 25 août 1782 et reçoit une pension de 3 000 livres sur le budget de l'ordre.
Il est promu en 1784 chef d'escadre des armées navales; contre-amiral en 1792.

### La fin de l'Ancien Régime et la Révolution
Malgré son âge - Des Touches a alors plus de soixante ans - il ne songe pas à prendre sa retraite. Aussi, le 26 février 1789, il demande que le combat de la Chesapeake soit immortalisé par le pinceau d'un grand peintre de marine de l'époque, Théodore Gudin. En 1790, son nom figure encore sur les états de service de la Marine. Peu après il quitte le service, et au lieu d'émigrer comme la majorité des officiers de la marine de l'époque, il se retire dans sa ville natale de Luçon.
Bien qu'il ne jouât lui-même aucun rôle dans l'insurrection de la Vendée, la conduite de son fils n'allait pas tarder à le rendre suspect aux yeux des républicains. En effet, son fils avait quitté les gardes françaises où il était sous-lieutenant, pour suivre l'Armée des princes à l'étranger, et avait fait dans l'armée de Condé la campagne de 1792. Son corps ayant été dissout, il avait émigré en Angleterre, d'où il avait rejoint de Charette en Vendée. Grièvement blessé, près de la Roche-sur-Yon, il avait été conduit à Nantes pour y être fusillé. Mais, avec l'aide du « citoyen Caumartin », il était parvenu à s'échapper et à rester caché jusqu'à la parution du décret d'amnistie qui lui permit, à nouveau, de se montrer en toute sécurité.
Suspect, son père avait été arrêté à Luçon, et conduit à Fontenay, et son procès était sur le point de débuter lorsque la ville fut prise par les Vendéens. Il prit alors la décision de suivre l'armée Vendéenne et de trouver refuge dans ses rangs, et bien qu'il n'y eût aucun poste de commandement, il avait pourtant voix au Conseil.
Il assiste à la défaite des Vendéens à la bataille de Savenay, et parvient à échapper aux recherches des républicains. Il trouve refuge, en compagnie de ses deux nièces, chez un fermier de la paroisse de Prinquiau (Loire-Atlantique). Mais il tombe gravement malade et meurt le 23 décembre 1793, à 67 ans.
Mme de La Rochejaquelein raconte dans ses mémoires :

« M. des Touches, cordon rouge, vieillard de quatre-vingt-dix ans qui suivait notre armée, se trouva caché près de nous. M. Jagault alla le voir et adoucit ses derniers moments en le faisant administrer; il laissa beaucoup d'argent à son fidèle domestique, nommé Charles, et en outre cent louis, qu il pria ce jeune homme de conserver pour son fils émigré; Charles, n'osant pas toucher à ces cent louis et ne sachant qu'en faire, voulait les enterrer avec son maître. Comme nous avions peu d'argent et plus d'espoir de nous sauver que lui, si ardent pour la guerre, M. Jagault l'engagea à nous les confier; il le fit de grand cœur; nous écrivîmes une reconnaissance sur des feuilles de plomb. Charles trouva moyen d'aller joindre Charette, il fut tué l'année d après, laissant la réputation d'un brave, et nous avons eu depuis la satisfaction de rembourser M. des Touches, qui en avait grand besoin. »

## Famille et descendance
Veuf, en 1785, il épouse en secondes noces Aimée-Prudence-Geneviève de Racodet, dame de Saint-Martin-Lars, parente de sa première femme, elle-même veuve de Fortuné Boisson, chevalier seigneur de la Couraizière, ancien lieutenant des vaisseaux du roi. Ce mariage ne produit pas d'enfant, mais la famille Racodet était riche et se composait de neuf filles, qui étaient presque toutes mariées en Bas-Poitou.

## Honneurs et postérité
Une place de Luçon, inaugurée le 20 novembre 2004, porte son nom.